# We Are the Void
Albums de Dark Tranquillity
Fiction
(2007) Construct
(2013)
We Are the Void est le neuvième album studio du groupe de death metal mélodique suédois, Dark Tranquillity. Il est sorti le 1er mars 2010 en Europe chez Century Media Records. Le groupe débute dans la composition de l'album fin 2008 en majorité, et il est considéré comme la seconde partie du précédent album Fiction. Le groupe diffuse également ses sons sur sa page officielle MySpace démarrant avec Dream Oblivion le 21 décembre 2009, At the Point of Ignition le 14 janvier 2010, puis l'album entier le 19 février 2010.
Des clips vidéo sont diffusés pour Shadow in Our Blood le 10 février 2010 et pour In My Absence le 22 février 2012.

## Titres
| Album original | Album original           | Album original | Album original | Album original | Album original | Album original | Album original | Album original | Album original |
| No             | Titre                    | Durée          |                |                |                |                |                |                |                |
| -------------- | ------------------------ | -------------- | -------------- | -------------- | -------------- | -------------- | -------------- | -------------- | -------------- |
| 1.             | Shadow in Our Blood      | 3:46           |                |                |                |                |                |                |                |
| 2.             | Dream Oblivion           | 3:50           |                |                |                |                |                |                |                |
| 3.             | The Fatalist             | 4:33           |                |                |                |                |                |                |                |
| 4.             | In My Absence            | 4:47           |                |                |                |                |                |                |                |
| 5.             | The Grandest Accusation  | 4:55           |                |                |                |                |                |                |                |
| 6.             | At the Point of Ignition | 3:53           |                |                |                |                |                |                |                |
| 7.             | Her Silent Language      | 3:33           |                |                |                |                |                |                |                |
| 8.             | Arkhangelsk              | 3:56           |                |                |                |                |                |                |                |
| 9.             | I Am the Void            | 3:59           |                |                |                |                |                |                |                |
| 10.            | Surface the Infinite     | 3:50           |                |                |                |                |                |                |                |
| 11.            | Iridium                  | 6:43           |                |                |                |                |                |                |                |
| 47:45          |                          |                |                |                |                |                |                |                |                |

| Musiques bonus édition limitée | Musiques bonus édition limitée | Musiques bonus édition limitée | Musiques bonus édition limitée | Musiques bonus édition limitée | Musiques bonus édition limitée | Musiques bonus édition limitée | Musiques bonus édition limitée | Musiques bonus édition limitée | Musiques bonus édition limitée |
| No                             | Titre                          | Durée                          |                                |                                |                                |                                |                                |                                |                                |
| ------------------------------ | ------------------------------ | ------------------------------ | ------------------------------ | ------------------------------ | ------------------------------ | ------------------------------ | ------------------------------ | ------------------------------ | ------------------------------ |
| 12.                            | Star of Nothingness            | 2:12                           |                                |                                |                                |                                |                                |                                |                                |
| 13.                            | To Where Fires Cannot Feed     | 3:52                           |                                |                                |                                |                                |                                |                                |                                |
| 47:45                          |                                |                                |                                |                                |                                |                                |                                |                                |                                |

| 12. | Star of Nothingness | 2:12 |
| 13. | Out of Gravity      | 4:40 |

| 12. | The Bow and the Arrow | 3:55 |

| 12. | Zero Distance              | 4:02 |
| 13. | Out of Gravity             | 4:40 |
| 14. | Star of Nothingness        | 2:12 |
| 15. | To Where Fires Cannot Feed | 3:52 |
| 16. | The Bow and the Arrow      | 3:55 |

| 1. | Shadow in Our Blood (Videoclip)                |  |
| 2. | Dream Oblivion (Live at With Full Force, 2010) |  |
| 3. | The Fatalist (Live in London, 2010)            |  |
| 4. | The Grandest Accusation (Videoclip)            |  |
| 5. | Iridium (Live at Summer Breeze Open Air, 2010) |  |
| 6. | Iridium (Videoclip)                            |  |
| 7. | Zero Distance (Videoclip)                      |  |

## Accueil
We Are the Void est majoritairement bien accueilli par l'ensemble des critiques et rédactions. Il obtient une note de 4 étoiles sur cinq de la part du site AllMusic. Il obtient également une note de 90 % de la part du site Lords of Metal. Le site Loud Online lui attribue un 6 sur 10 et Metal Assault un 9 sur 10. Metal Temple, lui, attribue un 6 sur 10.